# Manuel Rodríguez Valenzuela
Manuel Rodríguez Valenzuela (Juan Fernández, 9 de mayo de 1900- Santiago, 28 de noviembre de 1956) fue un profesor de castellano y filosofía, y político chileno, miembro del Partido Radical (PR). Se desempeñó como ministro de Educación Pública de su país, durante el gobierno del presidente Gabriel González Videla.

## Familia y estudios
Nació en la comuna chilena de Juan Fernández el 9 de mayo de 1900, hijo de Manuel Rodríguez Godoy y Elsa Valenzuela. Realizó sus estudios primarios en el Internado Nacional Barros Arana y los secundarios en el Liceo Manuel Barros Borgoño. Continuó los superiores en el Instituto Pedagógico y en la Universidad de Chile, titulándose como profesor de castellano y filosofía en 1922.
Se casó con Raquel Grez, con quien tuvo tres hijos: Jorge, Elisa y Pablo. Este último, de profesión abogado, fundó el grupo paramilitar Frente Nacionalista Patria y Libertad (FNPL), opositor al gobierno socialista del presidente Salvador Allende (1970-1973).

## Carrera profesional
Comenzó su actividad profesional desempeñándose como profesor de castellano en el Liceo Manuel Barros Borgoño y en la Escuela de Ingenieros del Curso de Conductores de Obras. Asimismo, actuó como profesor de castellano y filosofía en el Liceo Miguel Luis Amunátegui, hasta 1929, y en las mismas materias en el Internado Nacional Barros Arana, hasta 1939. En ese último año, fue nombrado como director de la Escuela de Artes y Oficios.
Por otra parte, ocupó el puesto de secretario de la Sociedad Nacional de Profesores, fue miembro de la Unión de Profesores de Chile y sirvió como examinador de bachillerato. De la misma manera, y en sector público, integró el comité de la firma Petróleos de Chile y de los equipos mecanizados de la Corporación de Fomento de la Producción (Corfo), empresa estatal en la cual ejerció como consejero y presidente de su Comisión Permanente Nacional y de la Comisión Permanente de Industria. En el sector privado, se desempeñó como director de la Sociedad Industrial Pesquera Cavancha, de la Sociedad Química Bayer, y de la Fundación Salomón Sack.

## Carrera política
En el ámbito político, se incorporó a las filas del Partido Radical (PR) en 1918, siendo presidente de la Comisión de Educación del organismo técnico de la colectividad.
En 1928, durante el primer gobierno del presidente Carlos Ibáñez del Campo, fue miembro de diversas comisiones de gobierno de educación, participando como encargado de las reformas de estudios. También, en ese año y en 1931, fue encargado de la redacción de los programas de estudios, y de correlación de los estudios humanistas.
Posteriormente, en 1948, le correspondió representar a Chile ante el Congreso de Educación realizado en Caracas,Venezuela, evento que fue auspiciado por la Organización de las Naciones Unidas (ONU) y la Unión Panamericana. Participó como miembro permanente de los asuntos educaciones de dicho organismo, y en los relacionados con la educación vocación.
Con ocasión de la presidencia del también radical, Gabriel González Videla, el 7 de febrero de 1950, fue nombrado como titular del Ministerio de Educación Pública, abandonando esa función el 27 de febrero del mismo año, luego de un cambio de gabinete efectuado por González Videla. Fue sucedido en el cargo por el militante falangista Bernardo Leighton, exministro del Trabajo y Previsión Social en la segunda administración del presidente liberal Arturo Alessandri.